# Благовещенский уезд
Благовещенский уезд — уезд в Амурской губернии, существовавший в 1922—1926 годах. Центр — город Благовещенск.
Был образован в 1922 году. 4 января 1926 году Амурская губерния и все её уезды были упразднены.
По данным на 1 января 1926 года в уезд входило 9 волостей:
- Александровская
- Верхне-Бельская
- Гильчинская
- Екатерининская
- Ерковецкая
- Ивановская
- Кумарская
- Средне-Бельская
- Тамбовская[1]